# 星野智樹
星野 智樹（ほしの ともき、1977年7月29日 - ）は、三重県員弁郡東員町出身の元プロ野球選手（投手）。左投左打。

## 経歴

### プロ入り前
1977年に三重県員弁郡東員町で生まれる。四日市工に進学後は、1995年の、三重県大会2回戦（対鳥羽高戦）でノーヒットノーランを達成するが、準優勝に終わり甲子園出場は果たせなかった。当時からプロ注目の投手とされていた。
高校卒業後はプリンスホテルに入社、1年上に左腕の土肥義弘、同期に小林幹英らがいて全国舞台での登板は限られたが1998年のドラフト会議において西武ライオンズから3巡目で指名を受け、入団。ドラフト当日は会場となった新高輪プリンスホテルにて勤務していた。背番号は26。

### 西武時代
1999年4月6日の対日本ハムファイターズ戦（東京ドーム）で3番手としてプロ初登板を果たすと、2回2/3を無失点に抑え、当初から役割として求められていた左打者への対応を見事にこなした。同年5月2日の対福岡ダイエーホークス戦（福岡ドーム）でプロ初先発を果たした際は敗戦投手(相手は星野順治)となるものの、同年5月29日の対福岡ダイエーホークス戦（福岡ドーム）で初勝利を先発で飾った。しかし、先発では結果が思わしくなく以降6月頭に二軍落ち、8月に頭に再び先発したが以降は中継ぎに回ったが、16試合に登板して防御率3.47、32奪三振の成績を残した。
2000年からは本格的に中継ぎとして大車輪の活躍が求められたが、前年以上の安定した投球が発揮できずに防御率7.94と大幅に悪化、5回2/3で9四球と制球力に大きな課題を残した。
2001年は先発で2試合に登板したが、プロ初被弾を受けるなど防御率40.50と大幅に精彩を欠き、この年は先発した2試合のみの出場に終わった。
2002年は防御率こそ改善したものの前年の影響から8試合の登板に終わる。
2003年は改善した防御率が再び悪化するなど、なかなか一軍に定着することができなかった。
2003年の日本シリーズをテレビ観戦していたところ、自身と同じ左腕投手である吉野誠（阪神タイガース）が前年にサイドスローに転向し飛躍し、このシリーズでも福岡ダイエーホークス打線を抑える場面を目にしたことで、投球フォームをサイドスローに変更した。
2004年は土肥義弘に代わって左のワンポイントとして一軍に定着。チーム最多となる56試合に登板して四死球が36個と制球難こそ改善されなかったが、防御率2.15と結果を残した。
2005年から開始されたセ・パ交流戦においても好投を見せ、7月11日の対千葉ロッテマリーンズ戦（インボイスSEIBUドーム）でプロ初セーブを記録した。この年は前年と同じく56試合に登板し、左打者に対しては被打率.087（パシフィック・リーグ1位）という数字を記録した反面、右打者に対しては被打率.432（リーグ最下位）とかなり苦手にしていた。
2006年は自己最多となる58試合に登板し、これによって2004年から3年連続で50試合以上登板を果たした。
2007年は左打者へのワンポイントから中継ぎ投手として起用されたものの、疲労から得意にしていた左打者に対しても痛打を浴びる場面が目立ち、4年連続50試合登板は果たせなかった。
2008年は前年まで左の中継ぎエースだった三井浩二の不振をきっかけに、左の中継ぎとして起用され、自己最多となる63試合に登板して防御率2.38、被本塁打0と、三井の抜けた穴を見事に埋めた。リーグ2位の29ホールドポイントを記録したが、川崎雄介（千葉ロッテマリーンズ）に2ポイント及ばず、最優秀中継ぎ投手のタイトルは獲得できなかった。セ・パ交流戦においては対戦したセントラル・リーグの打者20人に対して1人も安打・得点を許さない完璧な投球だった。日本シリーズ（対読売ジャイアンツ戦）では第2戦・第3戦・第7戦に中継ぎで登板すると、小笠原道大へ死球を与えた以外は安打すら許さない完璧な投球を披露した。日本一が決まった第7戦では1点を追う場面での登板だったが、直後に逆転、最後はアレックス・グラマンが抑えたことで星野が勝利投手となった。星野は2020年現在、西武ライオンズ最後の日本シリーズ勝利投手となった。
リリーフ陣は抑えのグラマンを除けば中継ぎ投手陣はシーズン同様不安定だったが、星野はその中で防御率2点台と安定感抜群だった。アジアシリーズにも登板すると、予選リーグと決勝戦の計3試合に登板し、打者8人に対し無安打無失点と素晴らしい投球を見せるなど、公式戦からポストシーズンにかけて大きく飛躍した年となった。
2009年も交流戦でセ・リーグチームには13試合で1点も許さず、防御率0.00・7ホールドを挙げた。8月にはリーグ最多の14試合に登板して防御率1.35をマークし、同年9月15日の対千葉ロッテマリーンズ戦では「日替わり抑え投手」の中で3年ぶりのセーブを記録した。しかし、シーズン終盤から疲労や自滅によって降板することが多くなり、チームが3位争いをしている中で二軍降格となった。防御率4.08とやや安定感に欠けたが、チーム最多となる62試合に登板して23ホールドポイントを記録した。
2010年は藤田太陽・ブライアン・シコースキーと共に「勝利の方程式」として期待されたが、不調から精彩を欠く場面が多くなり、中盤には二軍降格となった。同年は27試合の登板に終わり、防御率も8.10と振るわなかった。
2011年は前年より課題の四死球の比率は下がったものの、得意としていた左打者に打たれる機会が増えてしまった。同年は37試合に登板し、防御率2.66を記録したが、クライマックスシリーズには登録されなかった。
2012年は開幕から中継ぎとして起用されたが制球が定まらず、6試合の登板で防御率10.80の結果に終わり、同年10月1日に球団から戦力外通告を受けた。その後、12球団合同トライアウトを受験して打者4人を無安打に抑えたことが評価され、11月26日に東北楽天ゴールデンイーグルスとの契約が発表された。背番号は当初25と発表されていたが、アンドリュー・ジョーンズの入団によって00へ再変更された。

### 楽天時代
2013年は新天地である楽天の1軍で開幕を迎え、左のワンポイントリリーフとして起用された。しかし11試合に登板しながら防御率12.71と全く通用しなかった上に、投球回を上回る四死球を記録する等の不安定さが露呈し7月12日の登板を最後に登録を抹消される。10月4日、球団より戦力外通告を受けた。その後自身のブログにて15年続けた現役生活を引退することを発表した。

### 引退後
引退後は、文化放送ライオンズナイターのベンチサイドリポーターの他、西武時代からのインタビューコーナー「智樹の部屋」を放送している。
現在はライオンズアカデミーコーチとして小中学生に野球の指導を行っている。その傍らフジテレビTWOの野球解説者としても活動している。
2018年度のNPBジュニアトーナメントでは監督として埼玉西武ライオンズジュニアを率いて準優勝に導いた。
埼玉西武ライオンズジュニアの監督の立場では「以前と比べて複数ポジションを守ることに積極的な子供が減っている」と守備位置固定傾向を証言している。

## 詳細情報

### 年度別投手成績
| 年 度      | 球 団      | 登 板 | 先 発 | 完 投 | 完 封 | 無 四 球 | 勝 利 | 敗 戦 | セ 丨 ブ | ホ 丨 ル ド | 勝 率 | 打 者 | 投 球 回 | 被 安 打 | 被 本 塁 打 | 与 四 球 | 敬 遠 | 与 死 球 | 奪 三 振 | 暴 投 | ボ 丨 ク | 失 点 | 自 責 点 | 防 御 率 | W H I P |
| ---------- | ---------- | ----- | ----- | ----- | ----- | -------- | ----- | ----- | -------- | ----------- | ----- | ----- | -------- | -------- | ----------- | -------- | ----- | -------- | -------- | ----- | -------- | ----- | -------- | -------- | ------- |
| 1999       | 西武       | 16    | 5     | 0     | 0     | 0        | 1     | 3     | 0        | --          | .250  | 198   | 46.2     | 49       | 0           | 23       | 0     | 0        | 32       | 0     | 0        | 19    | 18       | 3.47     | 1.54    |
| 2000       | 西武       | 9     | 0     | 0     | 0     | 0        | 0     | 0     | 0        | --          | ----  | 31    | 5.2      | 5        | 0           | 9        | 1     | 0        | 6        | 1     | 0        | 5     | 5        | 7.94     | 2.47    |
| 2001       | 西武       | 2     | 2     | 0     | 0     | 0        | 0     | 1     | 0        | --          | .000  | 15    | 1.1      | 9        | 1           | 2        | 0     | 0        | 0        | 0     | 0        | 6     | 6        | 40.50    | 8.25    |
| 2002       | 西武       | 8     | 0     | 0     | 0     | 0        | 2     | 0     | 0        | --          | 1.000 | 38    | 8.1      | 11       | 0           | 3        | 2     | 0        | 8        | 1     | 0        | 1     | 1        | 1.08     | 1.68    |
| 2003       | 西武       | 8     | 0     | 0     | 0     | 0        | 0     | 0     | 0        | --          | ----  | 64    | 13.0     | 18       | 1           | 7        | 0     | 1        | 12       | 1     | 0        | 10    | 10       | 6.92     | 1.92    |
| 2004       | 西武       | 56    | 0     | 0     | 0     | 0        | 4     | 3     | 0        | --          | .571  | 199   | 46.0     | 26       | 0           | 31       | 2     | 5        | 59       | 0     | 0        | 12    | 11       | 2.15     | 1.24    |
| 2005       | 西武       | 56    | 0     | 0     | 0     | 0        | 1     | 2     | 1        | 15          | .333  | 176   | 37.2     | 35       | 4           | 22       | 2     | 5        | 40       | 1     | 0        | 16    | 13       | 3.11     | 1.51    |
| 2006       | 西武       | 58    | 0     | 0     | 0     | 0        | 1     | 3     | 1        | 16          | .250  | 149   | 36.2     | 21       | 4           | 16       | 2     | 2        | 39       | 1     | 0        | 17    | 16       | 3.93     | 1.01    |
| 2007       | 西武       | 37    | 0     | 0     | 0     | 0        | 0     | 0     | 0        | 10          | ----  | 126   | 28.1     | 25       | 1           | 15       | 1     | 5        | 25       | 0     | 0        | 12    | 11       | 3.49     | 1.41    |
| 2008       | 西武       | 63    | 0     | 0     | 0     | 0        | 4     | 1     | 0        | 25          | .800  | 140   | 34.0     | 22       | 0           | 15       | 1     | 5        | 23       | 2     | 0        | 9     | 9        | 2.38     | 1.09    |
| 2009       | 西武       | 62    | 0     | 0     | 0     | 0        | 1     | 1     | 1        | 22          | .500  | 152   | 35.1     | 34       | 4           | 14       | 2     | 5        | 25       | 2     | 0        | 17    | 16       | 4.08     | 1.36    |
| 2010       | 西武       | 27    | 0     | 0     | 0     | 0        | 0     | 0     | 0        | 8           | ----  | 63    | 13.1     | 14       | 0           | 8        | 0     | 2        | 10       | 0     | 0        | 12    | 12       | 8.10     | 1.65    |
| 2011       | 西武       | 37    | 0     | 0     | 0     | 0        | 0     | 0     | 0        | 9           | ----  | 88    | 20.1     | 21       | 0           | 9        | 0     | 0        | 20       | 1     | 0        | 7     | 6        | 2.66     | 1.48    |
| 2012       | 西武       | 6     | 0     | 0     | 0     | 0        | 0     | 0     | 0        | 0           | ----  | 19    | 3.1      | 7        | 0           | 2        | 1     | 0        | 4        | 0     | 0        | 4     | 4        | 10.80    | 2.70    |
| 2013       | 楽天       | 11    | 0     | 0     | 0     | 0        | 0     | 1     | 0        | 0           | .000  | 32    | 5.2      | 8        | 1           | 6        | 0     | 1        | 4        | 0     | 0        | 10    | 8        | 12.71    | 2.47    |
| 通算：15年 | 通算：15年 | 456   | 7     | 0     | 0     | 0        | 14    | 15    | 3        | 105         | .483  | 1490  | 335.2    | 305      | 16          | 182      | 14    | 31       | 307      | 10    | 0        | 157   | 146      | 3.91     | 1.45    |

### 表彰
- 東員町町民栄誉賞 （2009年）[8] ※受賞者第1号

### 記録
初記録
- 初登板：1999年4月6日、対日本ハムファイターズ1回戦（東京ドーム）、6回裏1死に3番手で救援登板・完了、2回2/3無失点
- 初奪三振：同上、6回裏に片岡篤史から
- 初先発登板：1999年5月2日、対福岡ダイエーホークス5回戦（福岡ドーム）、4回1/3を3失点で敗戦投手
- 初勝利・初先発勝利：1999年5月29日、対福岡ダイエーホークス10回戦（福岡ドーム）、5回1/3無失点
- 初ホールド：2005年3月30日、対北海道日本ハムファイターズ3回戦（札幌ドーム）、7回裏に2番手で救援登板、1回無失点
- 初セーブ：2005年7月11日、対千葉ロッテマリーンズ10回戦（インボイスSEIBUドーム）、9回表2死に5番手で救援登板・完了、1/3回無失点

### 背番号
- 26 （1999年 - 2012年）
- 25 （2013年暫定）
- 00 （2013年）

### 登場曲
- 『OLA! VITORIA!』 / DREAMS COME TRUE （西武時代）